# Rhoadsia altipinna
Rhoadsia altipinna es una especie de peces de la familia Characidae en el orden de los Characiformes.

## Morfología
Los machos pueden llegar alcanzar los 17 cm de longitud total y las hembras 9.

## Hábitat
Vive en zonas de clima tropical entre 22 °C - 25 °C de temperatura.

## Distribución geográfica
Se encuentran en Sudamérica: oeste del Ecuador.